# Pretoriamyia munroi
Pretoriamyia munroi là một loài ruồi trong họ Tachinidae.